# Dinoptera anthracina
Dinoptera anthracina is een keversoort uit de familie van de boktorren (Cerambycidae). De wetenschappelijke naam van de soort werd voor het eerst geldig gepubliceerd in 1849 door Carl Gustaf Mannerheim.